# S Bridge II
"S" Bridge II is een brug bij de plaats New Concord in de Amerikaanse staat Ohio.
Het is een deel van de National Road, een van de eerste highways (hoofdwegen) die door de federale overheid vanaf 1811 werden aangelegd. De S-vorm, die de brug als een S Brug kenmerkt, is bedoeld om de overspanning zo klein mogelijk te houden en toch gemakkelijk toegang tot de brug te verlenen. De brug staat sinds 1973 op de lijst van het National Register of Historic Places als monument vermeld.